# Dągi
Dągi (niem. Dongen) – osada w Polsce położona w województwie warmińsko-mazurskim, w powiecie olsztyńskim, w gminie Dywity. W latach 1975–1998 miejscowość administracyjnie należała do województwa olsztyńskiego.
Osada leży na  Warmii, na północ od Dywit.

## Historia
Majątek ziemski na 12 włókach na prawie chełmińskim, położonych koło Jeziora Dywickiego, został założony w sierpniu 1363 roku przez Nycolao Hoenberga. Osada pierwotnie nosiła nazwę Marquartshof. W 1856 r. zapisana: Marquartshoff (Dongen), a w 1755 Dangen i Dungen, w 1880: Dągówki i Dongen. W roku 1504 wystawiono odnowiony dokument lokacyjny.
W 1789 r. była Dagi były majątkiem szlacheckim z folwarkiem i sześcioma gospodarstwami domowymi. Dokumenty z 1910 r. podają obszar majątku – 225 ha, 6 budynków mieszkalnych z 12 rodzinami i 65 mieszkańcami (29 Polaków i 36 Niemców). W 1925 r. w sześciu domach zamieszkiwało 11 rodzin, liczących 58 osób. W 1928 r. majątek Dągi włączono do gminy Dywity.
W 1993 w Dągach mieszkało 39 osób. W miejscowości działał Zakład Rolny Dągi wchodzący w skład Rolniczej Spółdzielni Produkcyjnej Kieźliny, specjalizujący się w hodowli nowych odmian bydła.